# سقنقورينات
السقنقورينات (الاسم العلمي: Scincoidea) هي فوق فصيلة من الزواحف يتبع رتيبة أشباه السقنقوريات من رتبة متصلبات اللسان.

## التصنيف
- الكورديلات
  - الكورديلاوات
    - الكورديلة